# 歓喜乃湯 足湯
歓喜乃湯 足湯（かんぎのゆ あしゆ）は、奈良県生駒市にある足湯施設。2006年（平成18年）2月1日に小瀬保健福祉ゾーン内にオープン。利用時間は午前10時から午後6時（無料）。
東屋、トイレ、足裏マッサージ（小石が敷き詰められた部分を手すりを伝って歩くことができる）が併設している。駐車場は6台あり、温泉自販機（100円で約100リットル）は2台ある。生駒山など生駒山地の山々を見ながら利用できる。

## 効能
単純温泉で、神経痛、筋肉痛、関節痛、冷え性、くじき、五十肩、疲労回復等。

## アクセス
- 生駒駅、東生駒駅から奈良交通バス「小瀬保健福祉ゾーン」行き、終点で降車してすぐ。(生駒駅から約18分、東生駒駅から約12分)
- 第二阪奈道路壱分ランプ（東行き）、または小瀬ランプ（西行き）から一般道を経由し、国道308号6を奈良方面へ約2キロメートル